# Jaroslav Gonda Kadlec
Jaroslav Gonda Kadlec (1. února 1914 Praha – 1. ledna 1989 Praha) byl český hudební skladatel, dirigent, fagotista a pedagog.

## Život
Jaroslav Gonda Kadlec v letech 1929–1936 absolvoval studium na Pražské konzervatoři hudby. Vystudoval hru na fagot u profesora Josefa Fügera a skladbu u profesora Ladislava Skuhrovského. V ltech 1932–1935 rovněž navštěvoval semináře u Bernardina Molinariho a kompoziční seminář u Ottorina Respighiho v Římě a Milánu. V té době dirigoval v operním divadle v Palermu na Sicílii).
V roce 1936 nastoupil k hudbě 28. pěšího pluku Praha-Vršovice, kde působil do roku 1938. Poté až do roku 1942 působil jako dirigent Východočeského národního divadla v Pardubicích a v letech 1942–1944 dirigoval v Nezávislém divadle v Praze. Od roku 1942 do roku 1947 dále působil v pražském rozhlase jako skladatel a dirigent pro scénickou hudbu. Jeho skladby jsou ve zlatém fondu Českého rozhlasu. V letech 1947–1948 pak dirigoval ve Velké opeře 5. května (v budově dnešní Státní opery Praha).
Své postavení ztratil v důsledku komunistického převratu a v letech 1948–1989 působil v menších městech jako hudební pedagog – především v letech 1956–1966 na hudební škole v Rakovníku. Již během let 1948–1949 založil dětskou operu ve Varnsdorfu, s níž uvedl svou dětskou opeu Písnička jde krajem. Komponoval po zbytek života, především pro děti a mládež a pro divadla. V tomto období vzniklo 38 scénických skladeb pro různá československá divadla, složil pět komických oper a tři zpěvohry pro dětské soubory.

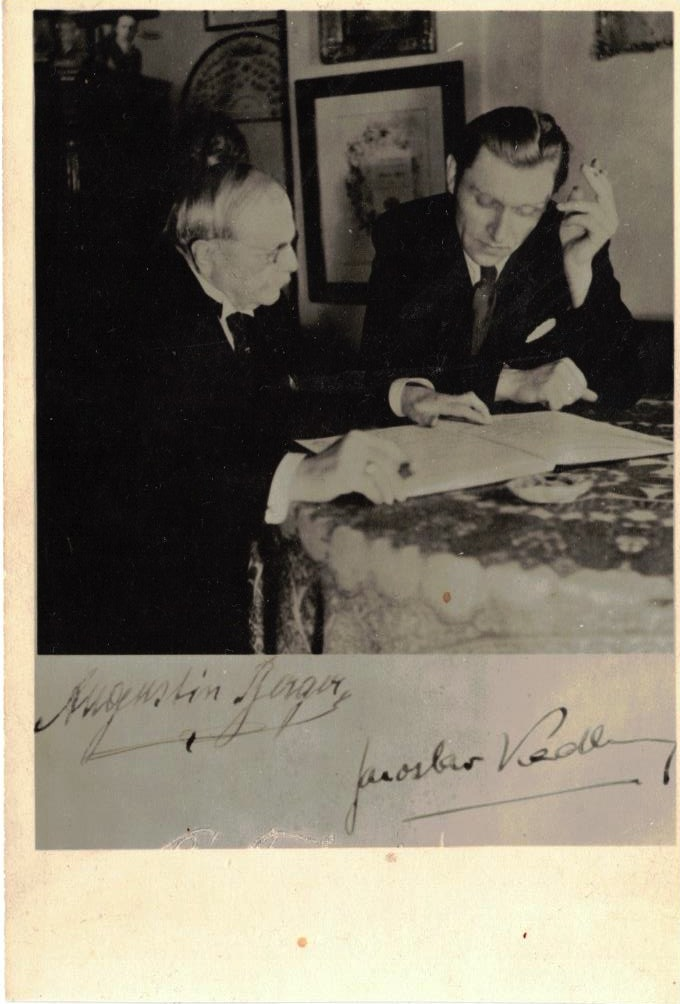
J. G. Kadlec (vpravo) debatuje s Augustinem Bergerem (vlevo)

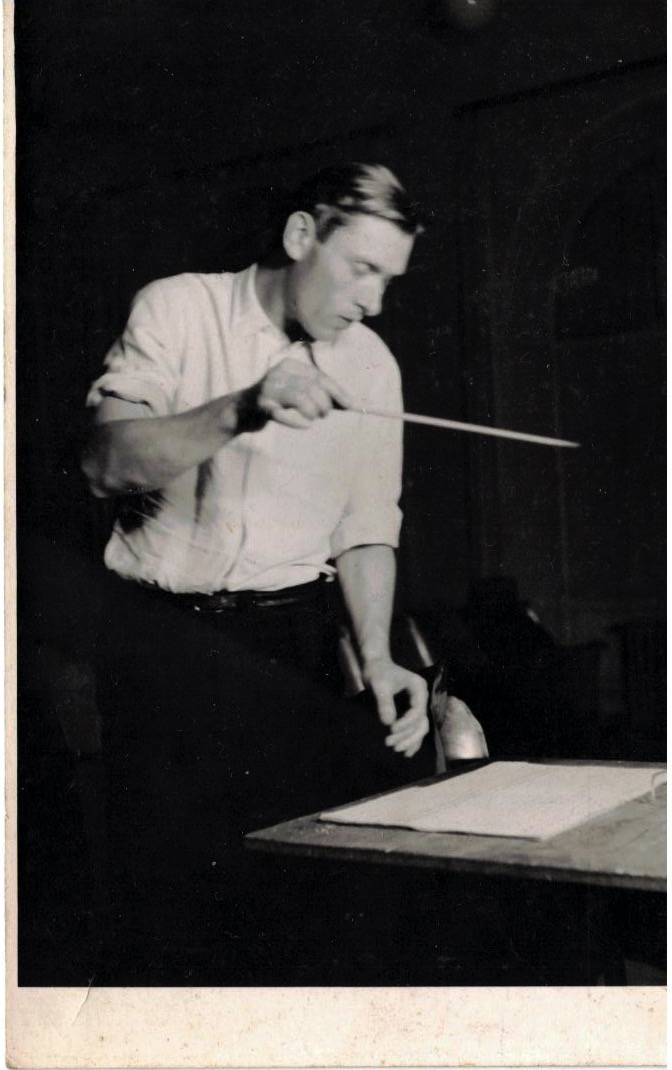
Jaroslav „Gonda“ Kadlec, zkouška orchestru, opera Palermo, Sicílie

## Dílo

### Dětské opery
- Májové jitro (Jarní den)
- Písnička jde krajem (Písnička jde světem)
- Ve znamení slunce (Jarní pohádka)
- Letní rapsodie
- O veliké řepě (Čas úrody)
- Zvířátka a loupežníci
- Rok

### Komedie dell'arte (pantomimy)
- Komedie na sudech
- Pištec toskánský

### Symfonické skladby
- Král Oidipus
- Smyčcový kvartet Fis dur
- Notturno in Ges
- U muziky (dechový kvintet)
- Polka B dur (dechový kvintet)

### Dechová hudba
- Pochod Hoši v modrém
- Kapitán Alexander
- Polka B dur (dožínková)

### Taneční orchestr
- Parafráze
- Blues Šerý den